# Przejście graniczne Sołowka-Eperjeske
Przejście graniczne Sołowka-Eperjeske - to międzynarodowe ukraińsko-węgierskie kolejowe przejście graniczne, położone w rejonie użhorodzkim obwodu zakarpackiego.
Jest to przejście przeznaczone wyłącznie dla ruchu towarowego.